# Las Delgadas Cinco
Las Delgadas Cinco är en ort i Mexiko.   Den ligger i kommunen León och delstaten Guanajuato, i den centrala delen av landet, 300 km nordväst om huvudstaden Mexico City. Las Delgadas Cinco ligger 1 869 meter över havet och antalet invånare är 148.
Terrängen runt Las Delgadas Cinco är platt åt sydväst, men åt nordost är den kuperad. Runt Las Delgadas Cinco är det tätbefolkat, med 442 invånare per kvadratkilometer. Närmaste större samhälle är León de los Aldama, 15,2 km väster om Las Delgadas Cinco. Trakten runt Las Delgadas Cinco består till största delen av jordbruksmark.